# Île de Sainte-Apollonie
L'Île de Sainte-Apollonie, est une île de la Mayenne située sur la commune d'Entrammes, dite autrefois Butte-du-Devoir, puis Saut-du-Tour.

## Histoire
L'île est acquise par Henri de La Rochelambert et Jacques Triger en février 1829, pour y installer initialement une scierie de marbre, utilisant la force motrice de la chute attenante : l'ingénieur des ponts-et-Chaussées Colligon, arrivé en 1828 dans le département de la Mayenne, avait signalé le potentiel industriel de cette chute. L'île est aussitôt rebaptisée du nom de l'épouse d'Henri de la Rochelambert.

### Création de la papeterie
Le projet initial de scierie fit place finalement à un projet de papeterie. À l'instigation de Jacques Triger, Pierre-Adolphe Pelletreau, négociant demeurant à Vilette dans la Nièvre, et Henri de La Rochelambert, constituèrent le 31 juillet 1829, devant Me Delamotte, notaire à Paris, une société pour la création et l'exploitation d'une papeterie dite de Sainte-Appolonie, sur le barrage de la Porte-Neuve, du nom de Mme de la Rochelambert. C'est une société en nom collectif et commandité par action : La Rochelambert, Pelletreau et compagnie, qui se proposait de construire puis d'exploiter une papeterie sur le site de l'Ile. Pierre-Adolphe Pelletreau venait d'acquérir un brevet de fabrication mécanique des papiers et cartons.

### La Société
Cette société, qui ne parvint pas à placer toutes ses actions, souffrit du manque de capitaux propres, d'une gestion chaotique, et aussi des aléas d'approvisionnement en eau de la Mayenne. En 1834, M. Pelletreau se retirait, poussé à la démission par les actionnaires peu satisfaits de ses résultats.
Henri de La Rochelambert devient seul gérant en février 1833. L'usine, écrit en 1840 M. de Sérière, emploie annuellement 333 000 kilos de chiffons et son produit annuel est de 250 000 kilomètres de papier pour tenture, emballage, carré d'impression, et papier écolier. Le papier jouit d'une bonne réputation. On espère que dans la suite cette intéressante usine prendra une plus grande extension. Un beau chemin qui de la route royale conduit à la papeterie a été confectionné aux frais des actionnaires. Elle possède trois roues hydrauliques d'une force de 70 chevaux, une chaudière à vapeur pour séchage ; on y occupe 92 ouvriers.
Henri de La Rochelambert ne parvint pas à assurer la rentabilité de l'entreprise, et lorsque la Société parvint en 1849 au terme des 20 ans d'existence prévus par ses statuts, il restait seul créancier pour une somme totale de 809 605 francs.

### Une fabrique de papier à journaux
La fabrique fut louée à Barthélémy Gaspard Artru, associé à Théodore Jarry, puis à Félix Edouard Vautier, dit Lanos. On fabriqua surtout dans la suite le papier pour journaux. Félix Edouard Vautier, dit Lanos, directeur eut en 1857 une médaille d'or à l'exposition de Laval ; mais un 9 novembre, vers quatre heures du soir, l'explosion de la chaudière tuait sur le coup le directeur et un ouvrier et en brûlait grièvement plusieurs dont trois expirèrent les jours suivants.
L'usine était d'ailleurs dans une situation précaire quand l'État, par contrat du 25 septembre 1866, acheta aux héritiers La Rochelambert, pour la canalisation de la Mayenne au prix de 165 000 francs, l'île et l'usine qui avait coûté près de 700 000 francs. L'exploitation de la papeterie cessa après les écourues de l'été 1870 ; elle était condamnée par les travaux de la canalisation de la Mayenne, et la construction des écluses, entrepris depuis 1859 en amont de l'île.

### Postérité
Jean-Baptiste Messager a donné une vue du paysage et de l'usine dans La Mayenne pittoresque et dans le Guide pittoresque du Voyageur en France. Les ruines qu'on voit aujourd'hui sur cet îlot de 200 m sont le dernier vestige d'une industrie passagère.